# Webster (Maine)
Webster ist eine Plantation im Penobscot County des Bundesstaates Maine in den Vereinigten Staaten. Im Jahr 2020 lebten dort 68 Einwohner in 44 Haushalten auf einer Fläche von 95,1 km².

## Geografie
Nach dem United States Census Bureau hat Webster eine Gesamtfläche von 95,1 km², von der 94,9 km² Land sind und 0,2 km² aus Gewässern bestehen.

### Geografische Lage
Webster liegt im Osten des Penobscot Countys. Der Mattawamkeag River fließt in nördliche Richtung durch das Gebiet. Im Süden liegt der einzige See auf dem Gebiet von Webster, der Webster Pond. Die Oberfläche ist eben, ohne nennenswerte Erhebungen.

### Nachbargemeinden
Alle Entfernungen sind als Luftlinien zwischen den offiziellen Koordinaten der Orte aus der Volkszählung 2010 angegeben.
- Norden: Kingman, Unorganized Territory, 12,7 km
- Osten: Prentiss, Unorganized Territory, 11,0 km
- Südosten: Carroll, 15,6 km
- Süden: Springfield, 7,5 km
- Südwesten: Lee, 12,1 km
- Westen: Winn, 10,1 km
- Nordwesten: Mattawamkeag, 12,3 km

### Stadtgliederung
In Webster gibt es kein Siedlungsgebiet, die Häuser liegen gestreut im Gebiet der Plantation.

### Klima
Die mittlere Durchschnittstemperatur in Webster liegt zwischen −11,1 °C (12 °F) im Januar und 20,6 °C (69 °F) im Juli. Damit ist der Ort gegenüber dem langjährigen Mittel der USA um etwa 9 Grad kühler. Die Schneefälle zwischen Oktober und Mai liegen mit bis zu zweieinhalb Metern mehr als doppelt so hoch wie die mittlere Schneehöhe in den USA; die tägliche Sonnenscheindauer liegt am unteren Rand des Wertespektrums der USA.

## Geschichte
Der ursprüngliche Name für das Gebiet lautete: Township No. 6, Third Range North of Bingham's Penobscot Purchase (T6 R3 NBPP). Am 1. September 1856 wurde Webster als Plantation organisiert. Benannt wurde Webster nach einem der Grundeigentümer. Diese Organisation wurde 1889 bestätigt.
Die Besiedlung des Gebietes begann 1843.

### Einwohnerentwicklung
| Volkszählungsergebnisse – Plantation of Webster, Maine | Volkszählungsergebnisse – Plantation of Webster, Maine | Volkszählungsergebnisse – Plantation of Webster, Maine | Volkszählungsergebnisse – Plantation of Webster, Maine | Volkszählungsergebnisse – Plantation of Webster, Maine | Volkszählungsergebnisse – Plantation of Webster, Maine | Volkszählungsergebnisse – Plantation of Webster, Maine | Volkszählungsergebnisse – Plantation of Webster, Maine | Volkszählungsergebnisse – Plantation of Webster, Maine | Volkszählungsergebnisse – Plantation of Webster, Maine | Volkszählungsergebnisse – Plantation of Webster, Maine |
| Jahr                                                   | 1800                                                   | 1810                                                   | 1820                                                   | 1830                                                   | 1840                                                   | 1850                                                   | 1860                                                   | 1870                                                   | 1880                                                   | 1890                                                   |
| ------------------------------------------------------ | ------------------------------------------------------ | ------------------------------------------------------ | ------------------------------------------------------ | ------------------------------------------------------ | ------------------------------------------------------ | ------------------------------------------------------ | ------------------------------------------------------ | ------------------------------------------------------ | ------------------------------------------------------ | ------------------------------------------------------ |
| Einwohner                                              |                                                        |                                                        |                                                        |                                                        |                                                        |                                                        | 28                                                     | 118                                                    | 135                                                    |                                                        |
| Jahr                                                   | 1900                                                   | 1910                                                   | 1920                                                   | 1930                                                   | 1940                                                   | 1950                                                   | 1960                                                   | 1970                                                   | 1980                                                   | 1990                                                   |
| Einwohner                                              | 124                                                    | 103                                                    | 87                                                     | 90                                                     | 89                                                     | 92                                                     | 79                                                     | 56                                                     | 82                                                     | 95                                                     |
| Jahr                                                   | 2000                                                   | 2010                                                   | 2020                                                   | 2030                                                   | 2040                                                   | 2050                                                   | 2060                                                   | 2070                                                   | 2080                                                   | 2090                                                   |
| Einwohner                                              | 82                                                     | 85                                                     | 68                                                     |                                                        |                                                        |                                                        |                                                        |                                                        |                                                        |                                                        |

## Wirtschaft und Infrastruktur

### Verkehr
Durch Webster verläuft durch die nordöstliche und südöstliche Ecke die Maine State Route 170.
Durch Webster verläuft die Bahnstrecke Bangor–Vanceboro.

### Öffentliche Einrichtungen
In Webster gibt es keine medizinischen Einrichtungen oder Krankenhäuser sowie sonstige Einrichtungen. Nächstgelegene Einrichtungen für die Bewohner von Webster befinden sich in Lincoln.

### Bildung
Webster gehört mit Baileyville, Carroll, Cooper, East Range II, Grand Lake Stream, Lakeville, Lee, Macwahoc, Meddybemps, Princeton, Reed, Springfield, Talmadge, Waite und Winn zum Administrativen Bezirk AOS 90. Neben anderen Aufgaben gehört speziell die Bildung zu den Organisationsaufgaben des Bezirks. Im Schulbezirk werden folgende Schulen angeboten:
- Lee Winn Elementary School in Winn, mit Schulklassen von Kindergarten bis zum 4. Schuljahr
- Woodland Elementary School in Baileyville, mit Schulklassen von Pre-Kindergarten bis zum 6. Schuljahr
- Princeton Elementary School in Princeton, mit Schulklassen von Pre-Kindergarten bis zum 8. Schuljahr
- East Range II CSD School in Topsfield, mit Schulklassen von Pre-Kindergarten bis zum 8. Schuljahr
- Mt. Jefferson Jr. High School in Lee, mit Schulklassen vom 5. bis zum 8. Schuljahr
- Woodland Jr - Sr High School in Baileyville, mit Schulklassen vom 8. bis zum 12. Schuljahr